# داريل وليامز
داريل وليامز (بالإنجليزية: Daryl Williams)‏ هو محام بالقضاء العالي وسياسي أسترالي، ولد في 21 أغسطس 1942 في أستراليا. حزبياً، نشط في الحزب الليبرالي الأسترالي.

## مناصب
- انتخب مندوب المؤتمر الدستوري الأسترالي 1998 وقد انضم خلال فترته النيابية (2 فبراير 1998 – 13 فبراير 1998)  للكتلة البرلمانية حكومة أستراليا.
- انتخب المدعي العالم لأستراليا [الإنجليزية]‏ (1996 – 2003).
- انتخب عضو مجلس النواب الأسترالي عن دائرة Division of Tangney [الإنجليزية]‏ (13 مارس 1993 – 31 أغسطس 2004).
- انتخب المدعي العالم لأستراليا [الإنجليزية]‏ (11 مارس 1996 – 7 أكتوبر 2003).